# Amtsgericht Bad Hersfeld

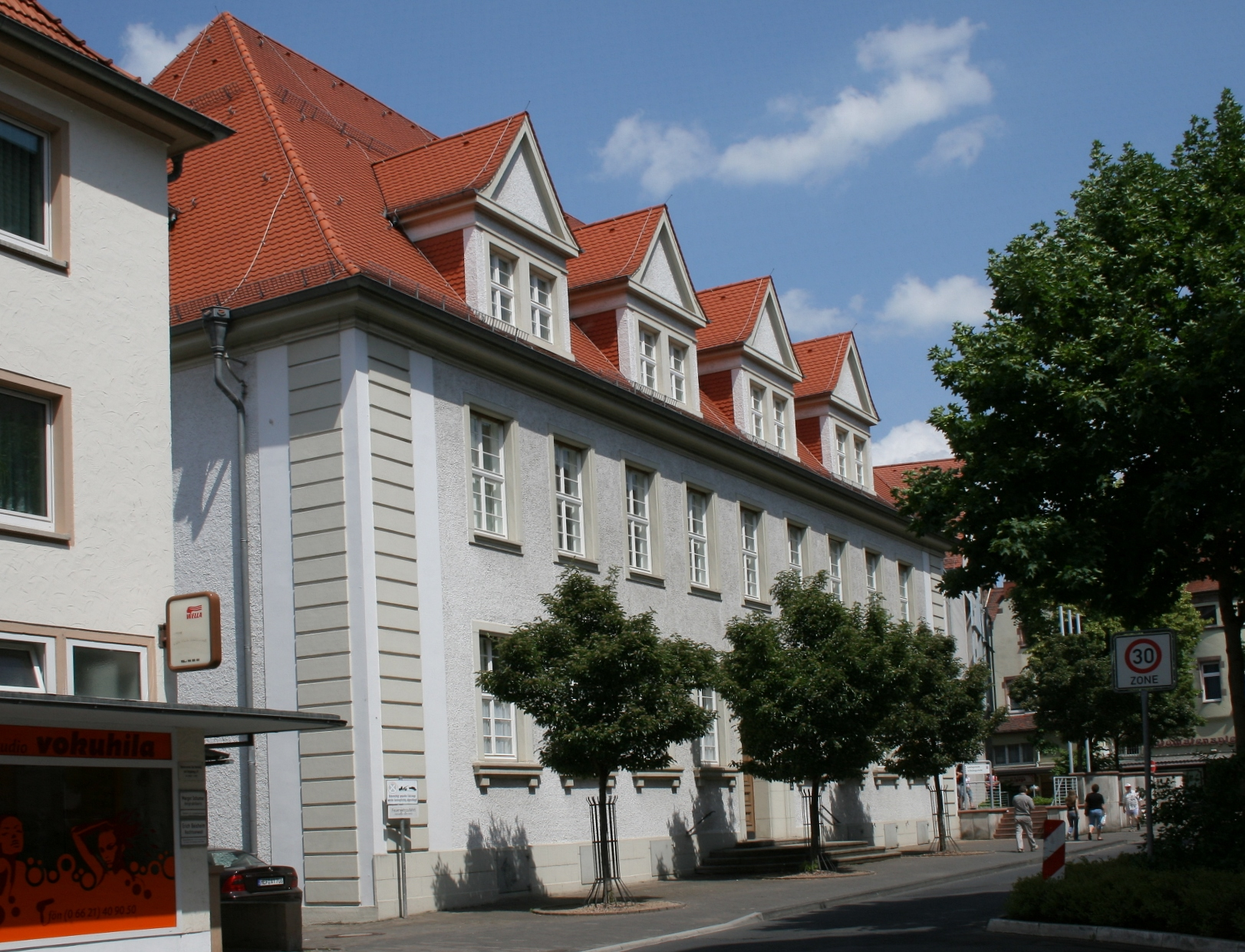
Gerichtsgebäude (2007)

Das Amtsgericht Bad Hersfeld (AG Bad Hersfeld; bis 1949: Amtsgericht Hersfeld) ist ein Gericht der ordentlichen Gerichtsbarkeit in Bad Hersfeld im Landkreis Hersfeld-Rotenburg.

## Gerichtssitz und -bezirk

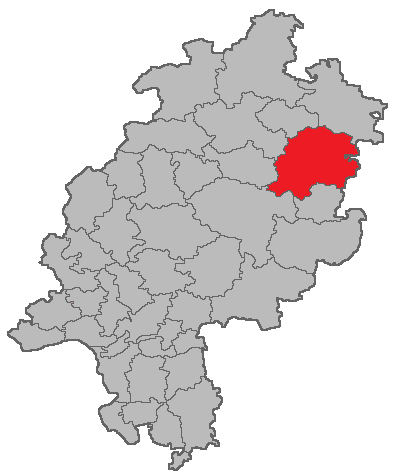
Lage des Amtsgerichtsbezirks Bad Hersfeld in Hessen

Der Sitz des Gerichtes ist in Bad Hersfeld in der Dudenstraße 10. Der Gerichtsbezirk des Amtsgerichts Bad Hersfeld umfasst seit der Auflösung des Amtsgerichts Rotenburg an der Fulda zum 31. Dezember 2011 alle Städte und Gemeinden des Landkreises Hersfeld-Rotenburg.

## Übergeordnete Gerichte
Übergeordnet ist das Landgericht Fulda. Im weiteren Instanzenzug sind das Oberlandesgericht Frankfurt am Main sowie der Bundesgerichtshof übergeordnet.

## Geschichte
Die Rechtsprechung in Hersfeld wurde bis 1821 durch das Amt Hersfeld vorgenommen. 1821/22 wurde in Kurhessen die Trennung der Rechtsprechung von der Verwaltung eingeführt. Die Verwaltungsaufgaben gingen an den Kreis Hersfeld, die Rechtsprechung an die beiden Justizämter Hersfeld I und II.
In Folge der Annektierung Kurhessen durch Preußen im Deutschen Krieg 1866 kam es zu einer grundlegenden Neuordnung der dortigen Gerichtsverfassung. Die bisherigen Justizämter, Obergerichte und das Oberappellationsgericht Cassel wurden aufgehoben und durch Amtsgerichte in erster, Kreisgerichte in zweiter und ein Appellationsgericht in dritter Instanz ersetzt.
So verordnete der preußische Justizminister am 11. September 1867 die Umwandlung der beiden bisherigen Justizämter in das Amtsgericht Hersfeld. Dieses gehörte zum Bezirk des Kreisgerichts Rotenburg.
Anlässlich des Inkrafttretens des Gerichtsverfassungsgesetzes am 1. Oktober 1879 blieb das Amtsgericht Hersfeld bestehen und kam nun zum Landgericht Fulda. 1949 änderte sich der Name von Hersfeld in Bad Hersfeld und entsprechend der Name des Amtsgerichtes in Amtsgericht Bad Hersfeld.